# Tonypandy
Tonypandy – miasto w Wielkiej Brytanii, położone w południowo-wschodniej Walii. Jest ośrodkiem administracyjnym hrabstwa miejskiego Rhondda Cynon Taf.